# Марунич Володимир Іванович
Володи́мир Іва́нович Мару́нич (* 1961) — український баяніст, диригент та педагог.

## Життєпис
Народився 1961 року в місті Запоріжжя, 1984-го закінчив Запорізьке музичне училище по баяну, клас Віктора Дяченка. 1989 року закінчує Київську консерваторію, клас Анатолія Семешка, Віктора Захаровича Самітова; по диригуванню — Ігоря Марченка. 1996 року закінчив оперно-симфонічне відділення, клас Вадима Гнєдаша та Володимира Кожухаря.
Працює в київській музичній академії, 1997 — старший викладач, 2008 — доцент, 2011 — в.о. професора кафедри народних інструментів. За сумісництвом в 2004—2011 роках — керівник капели бандуристів. Одночасно в 1987—2000 роках був солістом інструментального тріо під керівництвом Івана Яшкевича, 1988-2001-х — ансамблю «Київські візерунки» Міжнародного центру культури і мистецтв, протягом 2002—2011 років — ансамблю «Дивограй» Національної філармонії України.
Від 2013 року — музичний керівник і диригент Національної капели бандуристів України ім. Г. Майбороди.
Лауреат міжнародних конкурсів.
Автор низки аранжувань, обробок та перекладень — для різних складів ансамблів і оркестрів народних інструментів — загалом біля 120.
Здійснював гастролі у Бельгії, Великій Британії, Данії, Німеччині, Польщі, США, Швеції, колишній Югославії.
Має фондові записи на Українському радіо. З 2018 року — заслужений діяч мистецтв України.
Одружений. Донька Юлія та син Іван. 
Дружина — Наталія Марунич, артистка Національної філармонії України.
Син — Іван Марунич, лідер українського гурту Karta Svitu.